# Stefan Kapuściński
Stefan Kapuściński (ur. 9 marca 1896 w Warszawie, zm. 29 maja 1943 tamże) – polski dziennikarz, działacz związkowy i polityczny, komendant główny Związku Syndykalistów Polskich, poseł na Sejm Śląski II, III i IV kadencji (1930–1939).

## Życiorys
Po ukończeniu studiów prawniczych na Uniwersytecie Warszawskim pracował jako dziennikarz. W latach 1922–1926 był kierownikiem okręgu wołyńskiego Straży Kresowej. Był sekretarzem generalnym Związku Rad Ludowych.
W połowie lat 20. zamieszkał na Śląsku, gdzie tworzył ruch związkowy. Pełnił obowiązki sekretarza generalnego Związku Zawodowego Górników ZZZ. Działał politycznie w NPR-Lewicy jako członek jej śląskich władz. W 1928 objął redakcję pisma "Polska Zachodnia" wydawnego przez "Drukarnię Śląską". W 1930 redagował pismo "Syndykalista", będące organem Generalnej Federacji Pracy.
W 1930 uzyskał mandat posła na Sejm Śląski II i III kadencji z ramienia Narodowo-Chrześcijańskiego Zjednoczenia Pracy. Był członkiem Komisji Budowlano-Mieszkaniowej oraz Pracy i Opieki Społecznej (jako sekretarz). Ponownie wybrany w 1935, mandat sprawował do wybuchu II wojny światowej. Zasiadał w Komisjach: Budżetowo-Skarbowej, Prawnej (jako sekretarz), Regulaminowej, Wyznań Religijnych i Oświecenia Publicznego, kontynuował również pracę w gremiach z poprzedniej kadencji.
Na przełomie 1937 i 1938 związał się z ruchem demokratycznym na Śląsku (wiceprezes Komitetu Organizacyjnego Klubu Demokratycznego w Katowicach, później wiceprezes Zarządu Głównego KD) i w Zagłębiu Dąbrowskim (wziął udział w zebraniu założycielskim KD w Sosnowcu). W czerwcu 1939 jako jeden z trzech posłów Sejmu Śląskiego podpisał się pod wnioskiem o wyjaśnienie sprawy aresztowania Wojciecha Korfantego.
Walczył w wojnie obronnej Polski w 1939. Po jej zakończeniu pozostał w Warszawie, gdzie w październiku 1939 zakładał Związek Syndykalistów Polskich (od 1940 był jego komendantem głównym). W 1941 współtworzył oddziały ZSP "Zew". Na wiosnę 1943 aresztowany przez Niemców i zamordowany w ruinach getta warszawskiego.